# Şemsişah Sultan
Haseki Şemsişah Sultan (en turco otomano: شمسي شاه سلطان‎; "sol del soberano") (Zugdidi, c. 1619 — Imperio Otomano, 1640 o 1698), nacida como la Princesa Zilihan Dadiani, era la hija del gobernante georgiano, León II Dadiani y de su primera esposa, Tanuria Sharvashidze. Ella se casó con el sultán otomano, Murad IV y obtuvo el título de Haseki Sultan.

## Biografía
La princesa Zilihan Dadiani nació en 1619 en la capital Zugdidi, en ese entonces controlada por el Principado de Mingrelia. Ella era proveniente de la familia Dadiani, una dinastía principesca hereditaria. 
Ella era hija de León II Dadiani y de su primera esposa, la princesa Tanuria Sharvashidze, proveniente de Abjasia. Tanuria era la hija del príncipe Seteman Sharvashidze, y también era llamada Tamar, Tamara, Tamuria y Tanuri. Tenía varios hermanos, Alexander y dos hermanos de nombre desconocido que eran sus hermanos completos, mientras que los príncipes Mamuka y Nestani eran sus medios hermanos.
Se desconoce la infancia de Zilihan pero suponiendo él como era su padre, conocido por ser un hombre violento y que envenenó a dos de sus hijos, probablemente no vivió una buena infancia. Aparte su madre, Tanuria fue acusada de adulterio por León y posteriormente torturada. Luego de esto, Tanuria fue expulsada de Mingrelia. Esto pudo suponer una vida llena de miedos para Zilihan y también la nula relación con su padre. 
Se cree que el sultán Murad IV se enamoró de ella a primera vista durante un viaje de caza, aunque aún se cuestiona como se pudieron haber conocido. De todas formas, el padre de Zilihan se alió con el sultán Murad en la década de 1630, intercambiando caballería turca por hierro fundido, esclavos, lana y otras cosas.
Algunas personas argumentan que su matrimonio fue político a pesar de que su país no tenía muchos vínculos ni relaciones con el Imperio Otomano. A mediados de la década de 1630, se convirtió en la esposa de Murad, apareciendo hacia finales del reinado de Murad como su segunda Haseki, en específico a principios de 1634, ya que a final de año había dado a luz a su primera hija.
Probablemente nunca vivió en el harén del sultán, ya que su aparición en un harén compuesto enteramente por esclavos habría perturbado los antiguos cimientos. En cambio, es mucho más probable que residiera en uno de los palacios o pabellones pertenecientes a la familia del sultán.
Ganaba 2.571 aspers al día hasta que se redujo a 2.000 aspers al día, el mismo salario que ostentaba Ayşe Sultan, la primera consorte de Murad. Fue madre de Hafsa Sultan y Ayşe Bedia Sultan, aunque no se descarta que haya tenido más hijos. Según los historiadores y los escritos del harén, ella tuvo al menos dos hijos más.

## Muerte
La muerte de Şemsişah ha sido bastante disputada entre los historiadores, su última aparición en libros otomanos es en 1641 y ni siquiera en los matrimonios de sus hijas se le hace mención como si estuviera viva.Aunque también muchos dicen que está desaparición repentina se debe a la destrucción de archivos con la llegada de Ibrahim I, existen dos teorías que remontan lo siguiente: 
Después de la muerte de Murad en 1640, generalmente se sostiene que ella murió dos meses después suicidándose porque no podía vivir sin el sultán. Los embajadores relatan que ella realmente lo amaba y le había encontrado sentido a su vida al conocerlo. Su dolor de haberlo perdido tan rápido pudo suponer su probable suicidio.
En cambio, otros dan una historia menos trágica y dicen que Şemsişah en realidad se retiró al Antiguo Palacio junto a las otras consortes e hijas de Murad, donde supuestamente murió en 1698.Es más probable que Şemsişah haya muerto joven, ciertamente luego del ascenso de Ibrahim ya no hay más información sobre ella, comparado a la otra consorte de Murad, Ayşe, de quién se tiene información hasta su muerte. Aparte de haber seguido viva, muy probablemente Şemsişah hubiera sido regresada a la corte de su familia como normalmente se hacía con las viudas de familias nobles.

## Descendencia
Se cree que tuvo cuatro hijos, pero sus únicas hijas reconocidas por historiadores son:
- Hafsa Sultan (1634 — 1678), casada en 1646 con Ammarzade Mehmed Paşa. Tuvo descendencia;
- Ayşe Bedia Sultan (1637 — ¿?), casada con Malatuk Ermeni Süleyman Paşa en 1655. Se desconoce si tuvo descendencia.